# Nowo seło (obwód Kiustendił)
Nowo seło (bułg. Ново село) – wieś w Bułgarii, w obwodzie Kiustendił, w gminie Kiustendił. Według danych szacunkowych Ujednoliconego Systemu Ewidencji Ludności oraz Usług Administracyjnych dla Ludności, 15 września 2022 roku miejscowość liczyła 32 mieszkańców.